# Jens Bigum
Jens Jørgen Bigum, född 28 juli 1938 i Års, är en dansk företagsledare.
Han avlade agronomexamen vid biovetenskapliga fakulteten vid Köpenhamns universitet och läste deltidskurser i företagsekonomi. 1970 fick han anställning som organisationschef för Mejeriselskabet Danmark/MD Foods amba och två år senare blev han finansdirektör. 1987 oinvaldes Bigum i koncernstyrelsen och utsågs 1989 till vice vd för MD, den positionen hade han fram till 1992 när han tog över vd-posten. 2000 fusionerades MD med det svenska Arla ek. för. och Bigum fortsatte att vara vd för det nya kombinerade företaget Arla Foods amba. 2003 gick han i pension och efterträddes av den svenska vice vd:n Åke Modig. Han var också ledamot och vice styrelseordförande för bryggerijätten Carlsberg A/S under en tidsperiod.
1993 blev Bigum utsedd till riddare av Dannebrogorden.